# Lista de controle de acesso
Na tecnologia da informação, uma lista de controle de acesso (ACL, do inglês Access Control List) é uma lista que define as permissões de acesso de um usuário a um determinado componente ou serviço de um sistema, como um arquivo ou diretório. 
Para que um servidor forneça acesso a um recurso, ele antes consulta a lista para verificar se o dispositivo que o está requisitando possui permissão para utilizá-lo. As listas de controle de acesso normalmente definem suas permissões com base em atributos do requisitante e do recurso solicitado, como a identificação do usuário, local de acesso, horário, nome do arquivo e endereço de rede.
Existem firewalls que fazem uso de listas de controle de acesso para a filtragem de pacotes de entrada e de saída.